# Justicia pathanamthittiensis
Justicia pathanamthittiensis är en akantusväxtart som beskrevs av S. Remadevi och Binoj Kumar. Justicia pathanamthittiensis ingår i släktet Justicia och familjen akantusväxter. Inga underarter finns listade i Catalogue of Life.